# L.A. Law
L.A. Law é uma série de televisão americana, um drama de tribunal exibido por oito temporadas pela NBC de 15 de setembro de 1986 a 19 de maio de 1994.
Criada por Steven Bochco e Terry Louise Fisher, tinha diversas das características marcantes do trabalho de Bochco, como diversas tramas paralelas, dramas sociais e um senso de humor pouco convencional. Refletia em seu roteiro as ideologias sócio-culturais das décadas de 1980 e início da década de 1990; diversos dos casos apresentados no programa abordam tópicos polêmicos na época, como aborto, racismo, direitos dos homossexuais, abuso sexual, AIDS e violência doméstica.  A série também refletia as tensões sociais entre os protagonistas, advogados experientes e ricos, e seus funcionários subalternos, menos bem-pagos.
O programa fez sucesso entre o público e os críticos, conquistando 15 Prêmios Emmy ao longo de sua existência, quatro deles por série dramática de destaque.

## Recepção da crítica
Em sua primeira temporada, Law & Order: Los Angeles teve recepção geralmente favorável por parte da crítica especializada. Com base de 22 avaliações profissionais, alcançou uma pontuação de 64% no Metacritic. Por votos dos usuários do site, atinge uma nota de 6.3, usada para avaliar a recepção do público.